# Espodumena

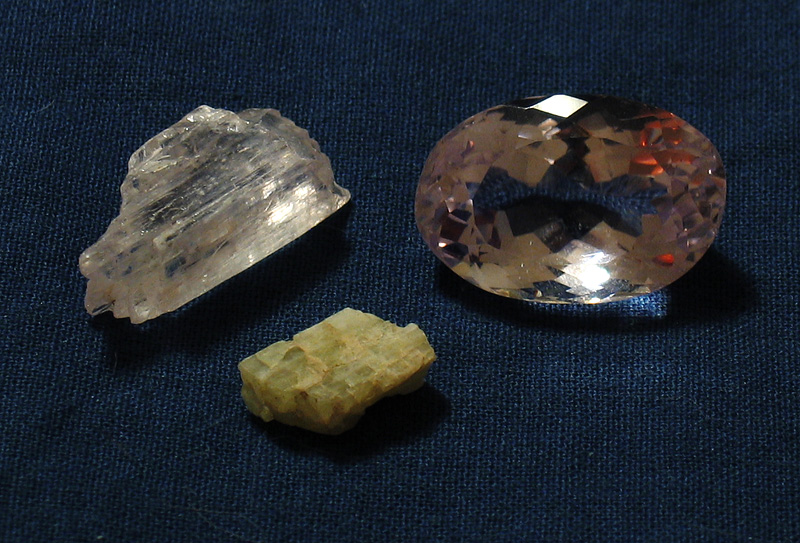
Um cristal de kunzite quase incolor (acima à esquerda), uma kunzite rosa pálida cortada (acima à direita) e um cristal de hiddenite esverdeada (abaixo) (escala desconhecida).

Espodumena (também espodumênio ou espoduménio) é um mineral do grupo das piroxenas constituído por inossilicato de lítio e alumínio (LiAl(SiO3)2), com dureza 7 Mohs. Foi reconhecido como uma espécie mineral distinta em 1800, descrita pelo mineralogista brasileiro, e também político e poeta, José Bonifácio de Andrada e Silva, sendo presentemente uma importante fonte comercial do metal lítio (Li). É ocasionalmente encontrado como cristais enormes em diques pegmatíticos. Apresenta três variedades: trifano (branco, cinzento, amarelado); hiddenite (verde); e kunzite (rosa a púrpura). Cristais simples de 14,3 m de comprimento foram encontrados nas Black Hills do Dakota do Sul, Estados Unidos.

## Descrição
A espodumena é um mineral do grupo das piroxenas composto por silicato de lítio e alumínio, com fórmula geral LiAl(SiO3)2, e é uma fonte comercialmente importante de lítio. Apresenta-se maioritariamente sob a forma de kunzite incolor a amarelada, arroxeada ou lilás (ver abaixo), ou de hiddenite verde-amarelada ou verde-esmeralda, em cristais prismáticos, frequentemente de grandes dimensões. 
A forma de ocurrência natural α-espodumena, de baixa temperatura, cristaliza no sistema monoclínico, enquanto a β-espodumena, de alta temperatura, cristaliza no sistema tetragonal. A α-espodumena converte-se em β-espodumena a temperaturas acima de 900 °C. Os cristais são tipicamente fortemente estriados paralelamente ao eixo principal. As faces dos cristais são muitas vezes gravadas e esburacadas com marcas triangulares.

### Descoberta e ocorrência
A espodumena foi descrita pela primeira vez em 1800 para uma ocorrência na localidade tipo de Utö, Södermanland, Suécia. Foi descoberto pelo naturalista brasileiro José Bonifácio de Andrada e Silva. O nome deriva do grego spodumenos (σποδούμενος), que significa queimado até às cinzas, devido ao aspeto cinza opaco do material refinado para utilização na indústria.
A espodumena ocorre em granitos pegmatíticos e em aplitos ricos em lítio. Os minerais associados incluem o quartzo, a albite, a petalite, a eucriptite, a lepidolite e o berilo.
As variedades transparentes são utilizado desde há muito tempo como pedras preciosas, sendo as variedades kunzite e hiddenite conhecidas pelo seu forte pleocroísmo. As localidades de origem incluem a República Democrática do Congo, o Afeganistão, a Austrália, o Brasil, Madagáscar, o Paquistão, Québec no Canadá e Carolina do Norte e Califórnia nos EUA

## Gemas

### Hiddenite

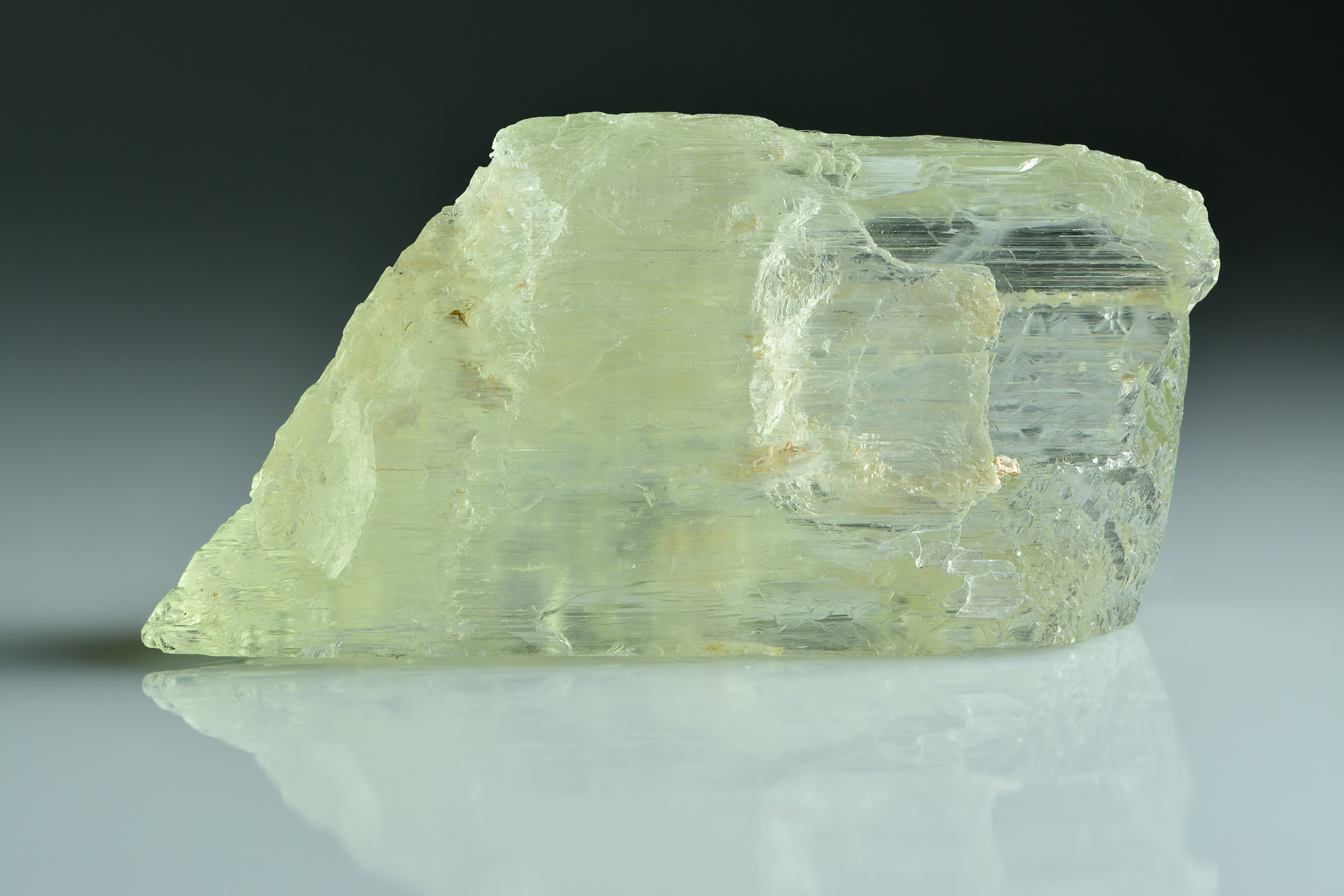
Hiddenite de Araçuaí, Minas Gerais, Brasil.

A hiddenite é uma variedade de gema pálida, de cor verde-esmeralda, relatada pela primeira vez no Condado de Alexander, Carolina do Norte, EUA. Foi assim designada  em honra de William Earl Hidden (16 de fevereiro de 1853 — 12 de junho de 1918), engenheiro de minas, colecionador e comerciante de gemas e minerais.
Esta variedade verde-esmeralda do espodumena é corada por cromo, tal como acontece com as esmeraldas. Algumas espodumenas verdes são coloridas com outras substâncias que não o crómio. Essas pedras, que tendem a ter uma cor mais clara, não são verdadeiras hiddenites.

### Kunzite

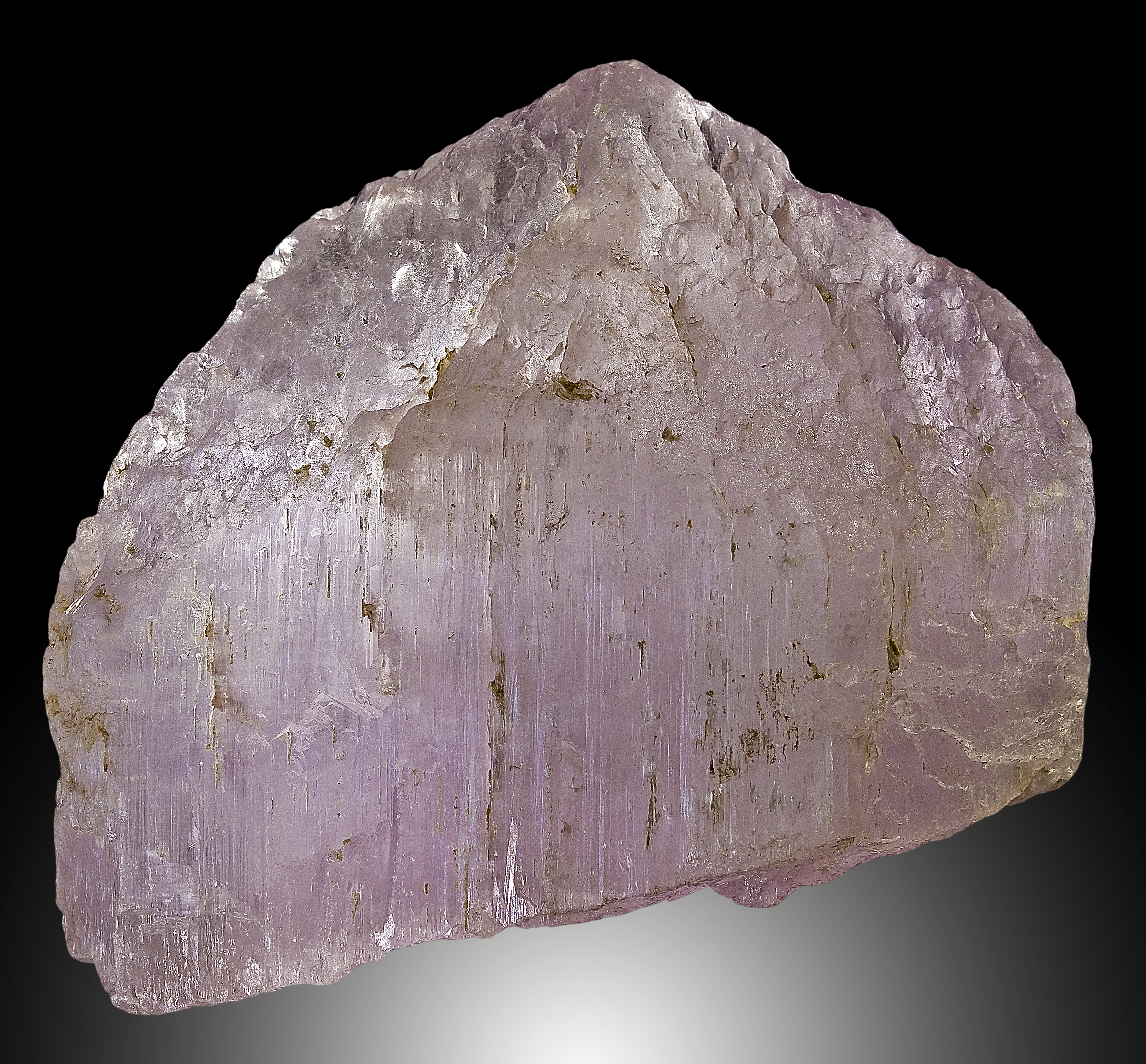
Kunzite, Nuristan, Afganistão.

A kunzite (ou kunzita) é uma importante variedade de espodumena de cor rosa, utilizada como gema, assim como a hiddenita, outra variedade gemológica. A cor é proveniente de quantidades mínimas ou vestigiais de manganês. A exposição à luz solar pode desvanecer a cor.
A kunzite foi descoberta em 1902 e recebeu o nome em homenagem a George Frederick Kunz, o principal joalheiro da Tiffany & Co na altura e um mineralogista notável. Foi encontrada no Brasil, nos EUA, no Canadá, na Rússia, no México, na Suécia, na Austrália Ocidental, no Afeganistão e no Paquistão.

### Trifano
Trifano é a designação utilizada para as variedades amareladas de espodumeno.